# Аз-Захир Биллах
Абуль-Хасан Али ибн Мансур аз-Захир Биллах (или аз-Захир Биллах, араб. الظاهر بالله‎; 20 июня 1005, Каир — 13 июня 1036) — халиф Фатимидского халифата, правивший с 1021 по 1036 год.

## Биография
Первоначально управление государством сосредоточилось в руках тёти аз-Захира Зитт аль-Мульк, а после её смерти в 1023 году власть взяла группа её фаворитов.
В этот период государство Фатимидов охватил кризис — в Египте бушевали голод и чума, что привело к анархии в 1023—1025 годах, а в Палестине и Сирии вспыхнуло восстание бедуинов (1024—1029). Коалиция повстанцев была раздроблена усилиями Фатимидской дипломатии, после чего генерал Ануштегин ад-Дизбири разбил их отряды в сражении.
Между тем, в 1028 году один из членов правящих кругов, Али ибн Ахмад Джарджарай, смог устранить своих конкурентов и занять пост визиря, который ему удалось сохранить до 1045 года. Он установил хорошие отношения с Византией, хотя сюзеренитет над Алеппо постоянно оспаривался двумя государствами, что иногда приводило к вооруженным конфликтам. Для улучшения отношений с Византией и христианскими подданными своего государства, визирь от имени халифа разрешил восстановление церкви Святого Гроба Господня, разрушенной в 1009 году, что было подтверждено договором с византийским императором Романом III. Фактически строительные работы, финансируемые византийцами, начались лишь в 1042 году.
Аз-Захир умер от чумы 13 июня 1036 года, его сын стал восьмым халифом под тронным именем аль-Мустансир Биллах.